# Kanton La Ferté-Alais
Canton de La Ferté-Alais je francouzský kanton v departementu Essonne v regionu Île-de-France. Vznikl 22. července 1967.

## Složení kantonu
| Obec                    | Počet obyvatel (2008) | PSČ   | INSEE       |
| ----------------------- | --------------------- | ----- | ----------- |
| Baulne                  | 1345                  | 91590 | 91 1 11 047 |
| Boissy-le-Cutté         | 1319                  | 91590 | 91 1 11 080 |
| Boutigny-sur-Essonne    | 3096                  | 91820 | 91 1 11 099 |
| Cerny                   | 3233                  | 91590 | 91 1 11 129 |
| D'Huison-Longueville    | 1362                  | 91590 | 91 1 11 198 |
| Guigneville-sur-Essonne | 954                   | 91590 | 91 1 11 293 |
| Itteville               | 6440                  | 91760 | 91 1 11 315 |
| La Ferté-Alais          | 4006                  | 91590 | 91 1 11 232 |
| Mondeville              | 666                   | 91590 | 91 1 11 412 |
| Orveau                  | 203                   | 91590 | 91 1 11 473 |
| Vayres-sur-Essonne      | 910                   | 91820 | 91 1 11 639 |
| Videlles                | 655                   | 91890 | 91 1 11 654 |